# Ектор Ернандес Ортега
Ектор Ернандес Ортега (ісп. Héctor Hernández Ortega, нар. 23 травня 1991, Вальядолід) — іспанський футболіст, захисник, фланговий півзахисник клубу «Тенерифе».

## Ігрова кар'єра
Народився 23 травня 1991 року в місті Вальядолід. Вихованець юнацьких команд місцевих футбольних клубів «Вікторія» і «Бетіс», а 2009 року перейшов до клубної системи «Реал Сарагоса». Протягом 2010–2013 років грав за другу команду клубу, а 2013 року провів свою єдину гру за основну команду «Реал Сарагоса».
Того ж 2013 року став гравцем «Реал Сосьєдад», де протягом двох сезонів також грав за другу команду, а потрапляти до заявки основної команди почав лише 2015 року. Стати стабільним гравцем команди не вдалося і протягом 2017–2018 років перебував в оренді, спочатку в «Гранаді», а згодом в  «Алавесі».
У серпні 2018 року за обопільною згодою контракт гравця з «Реал Сосьєдад» було розірвано, і він на правах вільного агента уклав угоду з друголіговим «Тенерифе».